# Erebia sudetica
Erebia sudetica är en fjärilsart som beskrevs av Petry 1919. Erebia sudetica ingår i släktet Erebia och familjen praktfjärilar. Inga underarter finns listade i Catalogue of Life.

## Bildgalleri

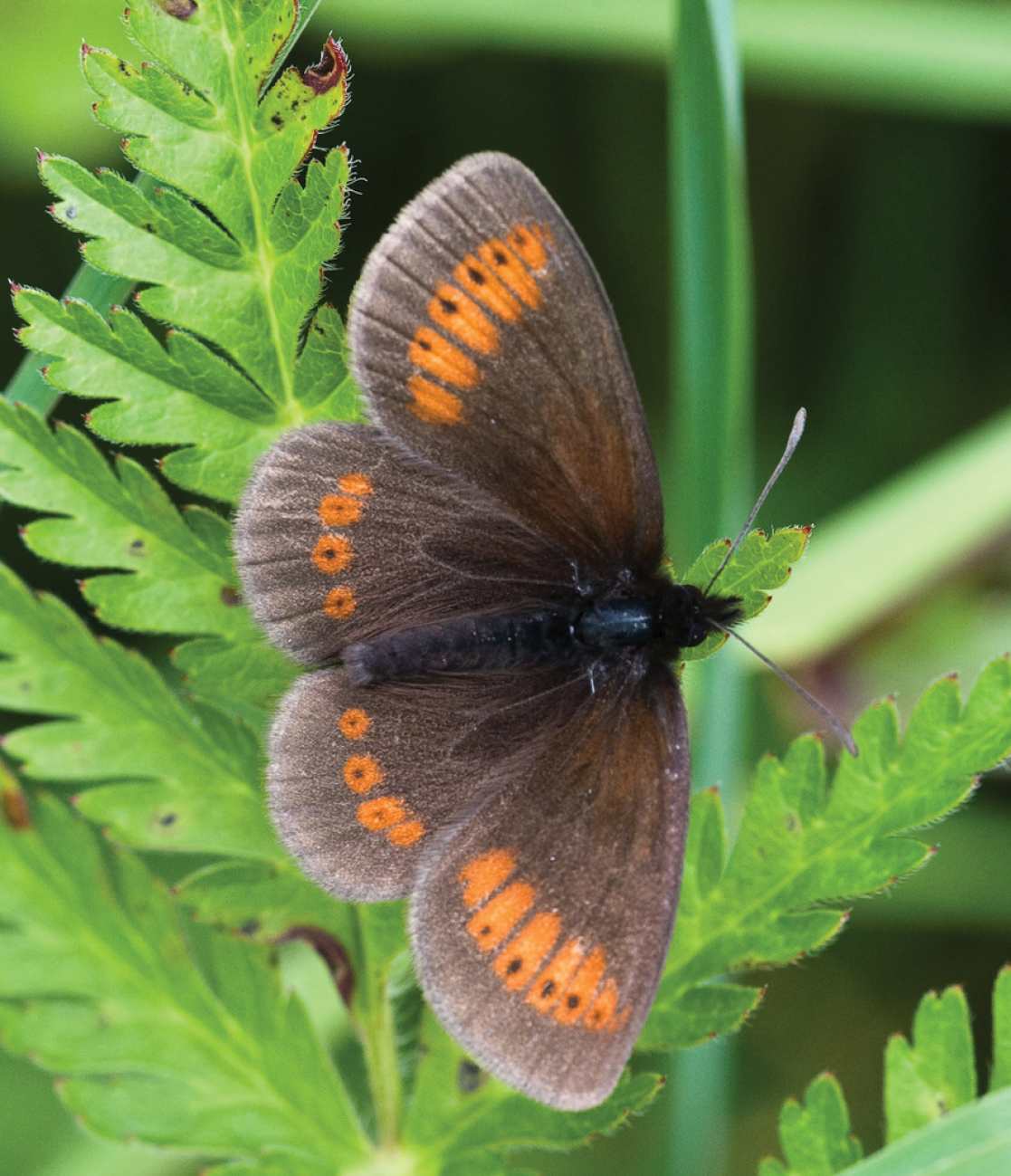